# Oleksandr Zubkov
Oleksandr Valeriyovytj Zubkov (ukrainska: Олександр Валерійович Зубков), född 3 augusti 1996 i Makijivka, Donetsk oblast, är en ukrainsk fotbollsspelare som spelar för Ferencváros. Han representerar även Ukrainas fotbollslandslag.